# 翟长孙
翟长孙（?—?），先为西秦大将，后来投靠唐朝。浅水原之战时，驻守折墌的内史令翟长孙率领自己所部投降了李世民。战争结束后，李世民依旧让他还有最后投降的宗罗睺等将继续率领他们的军队并和他们一起游猎。不久之后，李世民追击宋金刚，翟长孙与秦武通在敌军阵南列阵拒敌。而后李世民组建玄甲军，翟长孙和秦叔宝、程知节、尉迟敬德一同统领，每次都跟随李世民为前锋，在战阵上无所不破。

### 书目
司马光：《资治通鉴》
刘昫：《旧唐书》
欧阳修：《新唐书》
王钦若：《册府元龟》

### 引用
1. ↑  《旧唐书》列传第五：“仁杲勇而无谋兼粮馈不属将士稍离其内史令翟长孙以其众来降”
2. ↑  《新唐书》列传第三：“武德初例王镇泾州捍薛仁杲仁杲内史令翟长孙以众降”
3. ↑  《册府元龟》卷十九：“贼粮尽中颇携贰其将翟长孙梁胡郎率所部相继来降”
4. ↑  《旧唐书》本纪第二：“获贼兵精骑甚众还令仁杲兄弟及贼帅宗罗睺翟长孙等领之太宗与之游猎驰射无所间然”
5. ↑  《旧唐书》本纪第二：“三年二月金刚竟以众馁而遁太宗追之至介州金刚列阵南北七里以拒官军太宗遣总管李世绩程咬金秦叔宝当其北翟长孙秦武通当其南”
6. ↑  《资治通鉴》卷一八八：“秦王世民选精锐千馀骑皆皂衣玄甲分为左右队使秦叔宝程知节尉迟敬德翟长孙分将之每战世民亲被玄甲帅之为前锋乘机进击所向无不摧破敌人畏之”
7. ↑  《册府元龟》卷四十四：“武德三年讨王世充于雒邑帝选精锐千馀骑为奇兵皆皂衣玄甲分为左右队建大旗令骑将秦叔宝程齿尧金尉迟敬德翟长孙等分统之每临寇帝躬被玄甲先锋率之候机而进所向摧弭尝以少击众”